# Quyền LGBT ở Kenya
Quyền đồng tính nữ, đồng tính nam, song tính và chuyển giới ở Kenya phải đối mặt với những thách thức pháp lý mà những người không phải LGBT không gặp phải.  Sodomy là một trọng tội theo Đoạn 162 của Bộ luật Hình sự Kenya, bị phạt tù 14 năm và bất kỳ hành vi tình dục nào giữa nam giới (được gọi là "không đứng đắn") là một trọng tội theo phần 165 của cùng một thời hiệu, bị phạt tù 5 năm, nhưng những phần này đang bị thách thức tại tòa án, với phán quyết dự kiến vào ngày 24 tháng 5 năm 2019. Nhà nước không công nhận bất kỳ mối quan hệ nào giữa những người cùng giới tính; hôn nhân đồng giới bị cấm theo Hiến pháp Kenya. Không có sự bảo vệ rõ ràng chống phân biệt đối xử trên cơ sở khuynh hướng tình dục và bản dạng giới. Việc nhận con nuôi bị cấm đối với các cặp đồng giới.
Người chuyển giới trong lịch sử đã phải chịu sự phân biệt đối xử và không có quy định theo luật định nào liên quan đến quyền của người chuyển giới. Tuy nhiên, đã có một loạt các phán quyết của tòa án ủng hộ quyền của người chuyển giới, chẳng hạn như quyền thay đổi tên xuất hiện trên các văn bản pháp lý.  Hiện tại vẫn chưa rõ liệu các phán quyết này có cấu thành luật thực chất về vấn đề thay đổi giới tính hợp pháp hay không.
Xã hội Kenya rất bảo thủ, và phần lớn mọi người giữ quan điểm tiêu cực về người LGBT. Đồng tính luyến ái "phần lớn được coi là điều cấm kỵ và đáng ghét đối với [các] giá trị văn hóa và đạo đức" của Kenya. Mặc dù vậy, các tổ chức khác nhau đang nỗ lực để bảo vệ và cải thiện quyền LGBT.

## Bảng tóm tắt
| Hoạt động tình dục đồng giới hợp pháp                                                                                       | (Hình phạt: phạt tù tới 14 năm; bãi bỏ chờ xử lý) |
| Độ tuổi đồng ý | No                                                |
| Luật chống phân biệt đối xử chỉ trong việc làm                                                                              | No                                                |
| Luật chống phân biệt đối xử trong việc cung cấp hàng hóa và dịch vụ                                                         | No                                                |
| Luật chống phân biệt đối xử trong tất cả các lĩnh vực khác (Bao gồm phân biệt đối xử gián tiếp, ngôn từ kích động thù địch) | No                                                |
| Hôn nhân đồng giới | (Hiến pháp cấm từ năm 2010)                       |
| Công nhận các cặp đồng giới                                                                                                 | No                                                |
| Con nuôi của các cặp vợ chồng đồng giới                                                                                     | No                                                |
| Con nuôi chung của các cặp đồng giới                                                                                        | No                                                |
| Người đồng tính nam và đồng tính nữ được phép phục vụ công khai trong quân đội                                              | No                                                |
| Quyền thay đổi giới tính hợp pháp                                                                                           | No                                                |
| Truy cập IVF cho đồng tính nữ                                                                                               | No                                                |
| Mang thai hộ thương mại cho các cặp đồng tính nam                                                                           | No                                                |
| NQHN được phép hiến máu | No                                                |